# Črni bezeg
Čŕni bezèg, tudi ~ bèzeg (znanstveno ime Sambucus nigra) je rastlina (grm) z značilnim cvetjem in kasneje drobnimi jagodami. Cvetovi imajo značilen, aromatičen okus. 

## Opis
Črni bezeg (Sambucus nigra L.) botaniki uvrščajo v tri družine. To so Adoxaceae – pižmičevke, Caprifoliaceae – kovačnikovke in Sambucaceae – bezgovke.
Za bezeg so značilni pernati listi, plod pa ima trisemensko jagodo. Cvetovi so dvospolni. Združeni so v do 10 cm velike pakobule (navidezne kobule).  Rastlino gojimo, ko je srednje do velik grm ali drobno drevo. Ima plitek koreninski sistem, iz katerega izraščajo koreninski poganjki. Lubje je sivo in rumenkasto rjave barve, površina lubja je pogosto groba oziroma hrapava.

## Gojenje črnega bezga

### Klima in lega
Črni bezeg (Sambucus nigra L.) je zelo razširjena vrsta, ki uspeva po vsej Evropi, Zahodni in Srednji Aziji in Severni Ameriki. Najbolje uspeva na vlažnih zemljiščih do 600 m nadmorske višine. Slabo prenaša vetrovne lege in potrebuje letno do 700 mm padavin. Bezeg je samooplodna rastlina. Cvetovi imajo izrazit vonj. V naravi dobro uspeva na polnem soncu ali v polsenci. Najdemo ga na gozdnem robu, jasah in v bližini človeških bivališč.

### Tla
Črni bezeg uspeva na rodovitnih, srednje težkih tleh. Ustrezajo mu tla, bogata z dušikom in s fosfati. Slabše uspeva na težkih in peščenih tleh. V tleh mora biti 2 % humusa in pH med 6,0 in 6,5. Ustrezajo mu dobro odcedna tla z dobro kapaciteto za vodo.

### Razmnoževanje črnega bezga
V naravi se bezeg razmnožuje generativno s semenom in vegetativno s koreninskimi izrastki. V intenzivni pridelavi bezga uporabljamo vegetativno razmnožene sadike. Bezeg razmnožujemo z lesnatimi in zelenimi potaknjenci. Sorte, ki se težje koreninijo, razmnožujemo s cepljenem na gojene podlage ali pa z grebeničenjem.

### Rez bezga
Črni bezeg režemo v času mirovanja. Črni bezeg rodi na enoletnem lesu. Pri rezi si izberemo močne, zdrave, enoletne poganjke na ogrodnih vejah. V primeru, da ni dovolj enoletnih poganjkov, pustimo dvoletne poganjke. Takoj po cvetenju opravimo poletno rez, s katero osvetlimo krošnjo. Tako zagotovimo dovolj svetlobe rastlini. Odstranjujemo šibke, poškodovane in nerodne poganjke.

## Uporaba črnega bezga
Cvetove uživamo sveže kot dodatek k različnim jedem, posušene uporabljamo za čaje. Iz cvetov črnega bezga pridelujemo alkoholne pijače. Cvetovi in plodovi imajo širok spekter zdravstveno koristnih lastnosti. Zreli plodovi so bogati z antocianini in drugimi snovi z antioksidantnimi lastnostmi. Cvetovi in plodovi imajo visoke koncentracije antioksidantov.

### Bezgove jagode
Bezgovi plodovi oz. jagode se na začetku razvoja plodov zelene barve. Tekom razvoja postanejo rjavordeče. V tehnološki zrelosti so črne barve z leskom. Bezgove jagode pridelujemo zaradi visoke vsebnosti antocianov. V bezgovem soku je visoka vsebnost bioaktivnih snovi, antocianov, kvercetinov in hidroksicimetne kisline.
Bezgove jagode uporabljamo za pridelavo intenzivnih barvil, ki so dalj časa obstojna in tudi bolj odporna na svetlobo, spremembo temperature in kislosti. Uporabljajo se kot naravna barvila v hrani in pijači.
Črni bezeg ima dolgo tradicijo v številnih kulturah kot zdravilna rastlina. Uporablja se ga za zdravljenje virusnih okužb in je ena najpogosteje uporabljenih zdravilnih rastlin po vsem svetu. Pri zdravljenju se uporabljajo ekstrakti črnega bezga in podobni proizvodi. Uporabljajo se zlasti pri zdravljenju gripe in kot prehranska dopolnila.